# خقاسيا
جمهورية خقاسيا (بالروسية: Респу́блика Хака́сия) هي إحدى الكيانات الفدرالية الروسية.

## الجغرافيا
تدخل في المنطقة الفيدرالية السيبيرية. تحدها كيميروفو أوبلاست وكراسنويارسك كراي وجمهوريتي توفا وألطاي. عاصمتها وأكبر مدنها أباكان.

## معرض صور

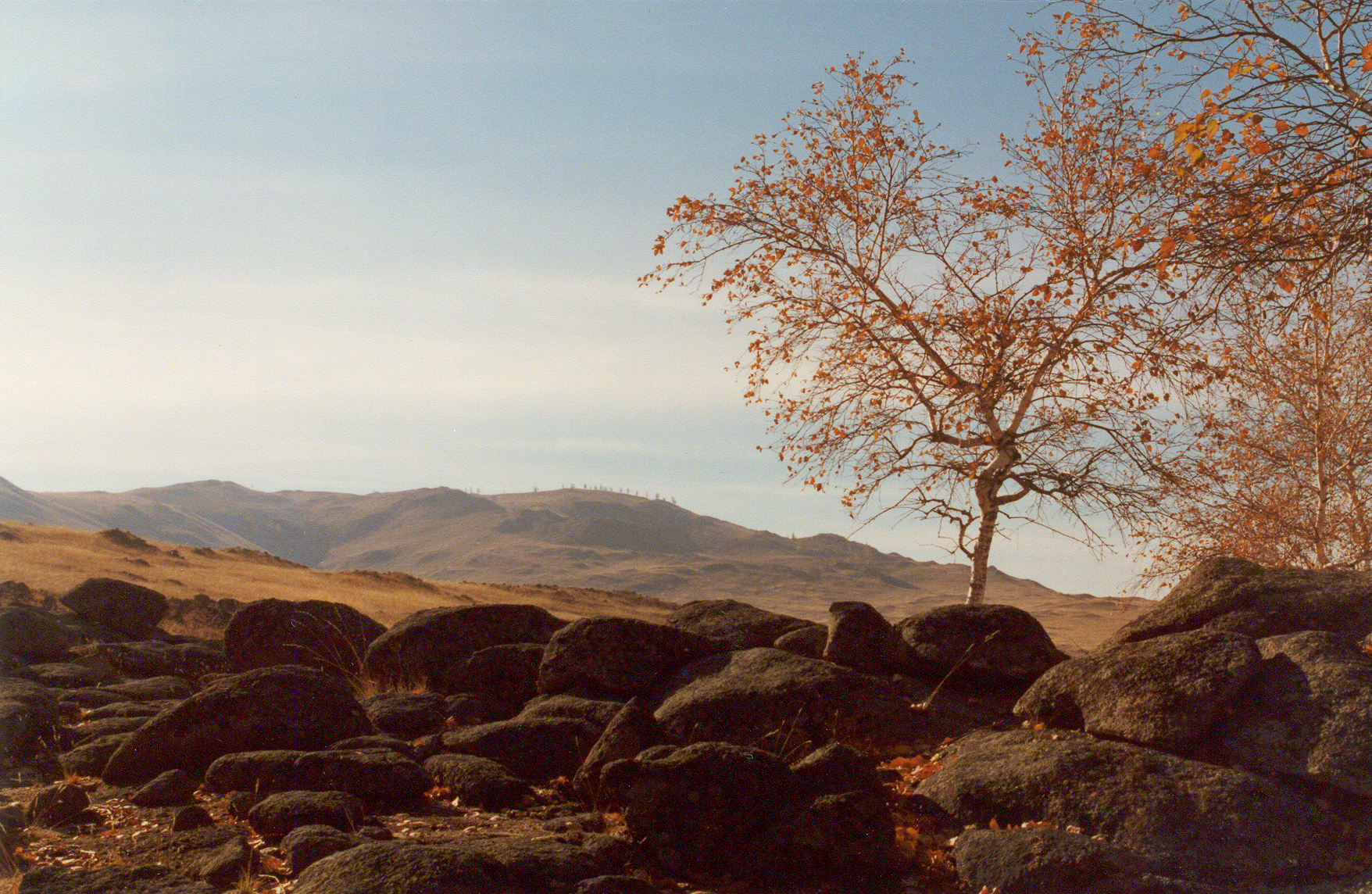
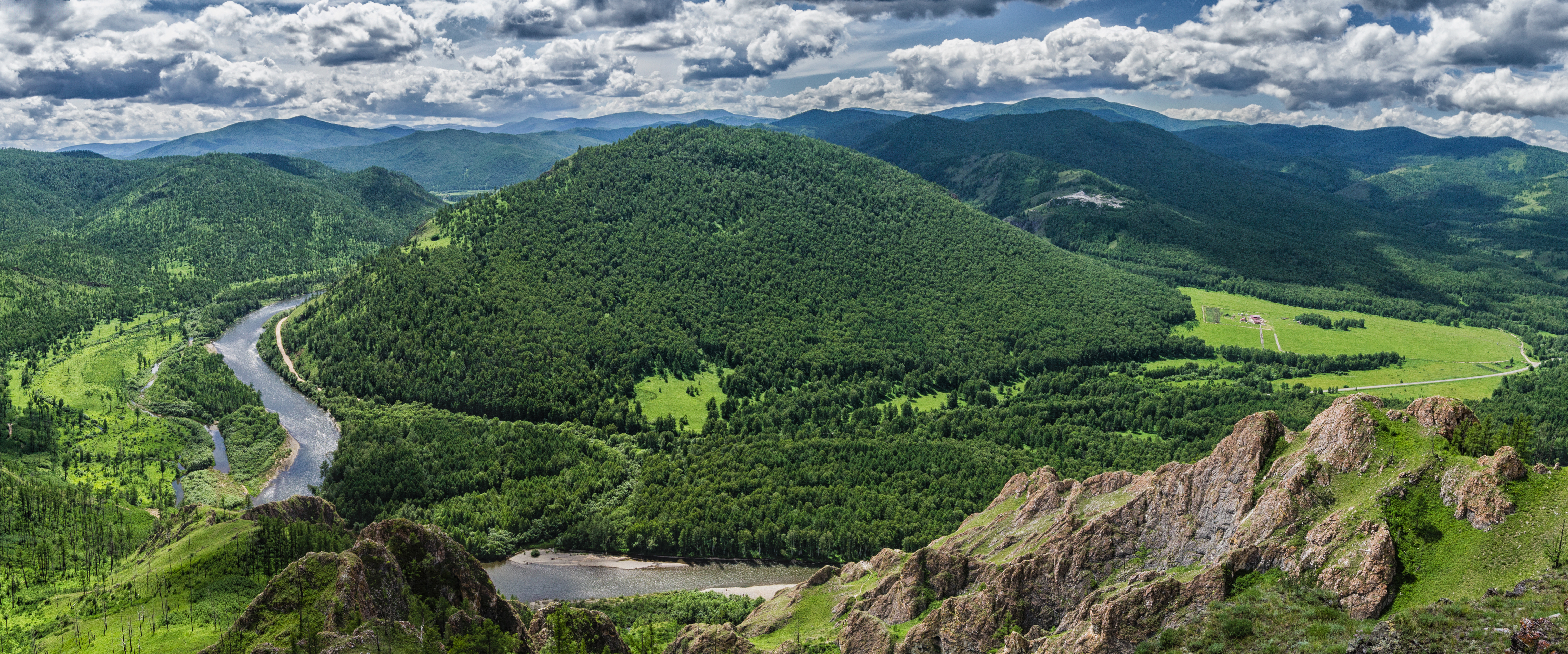
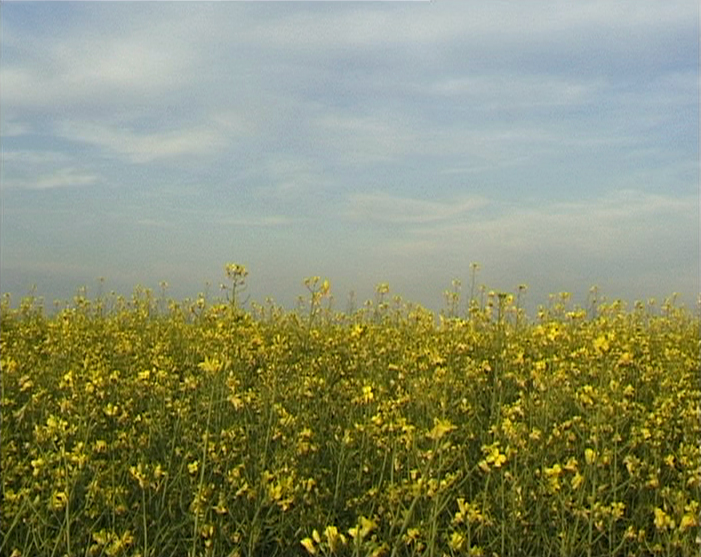
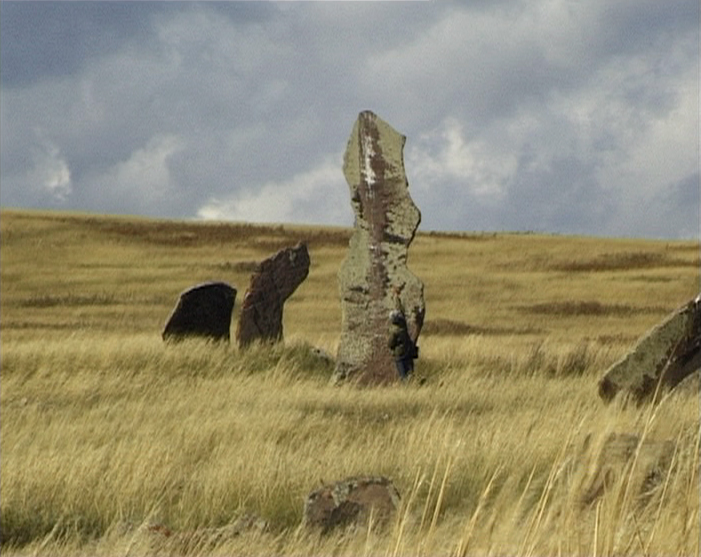
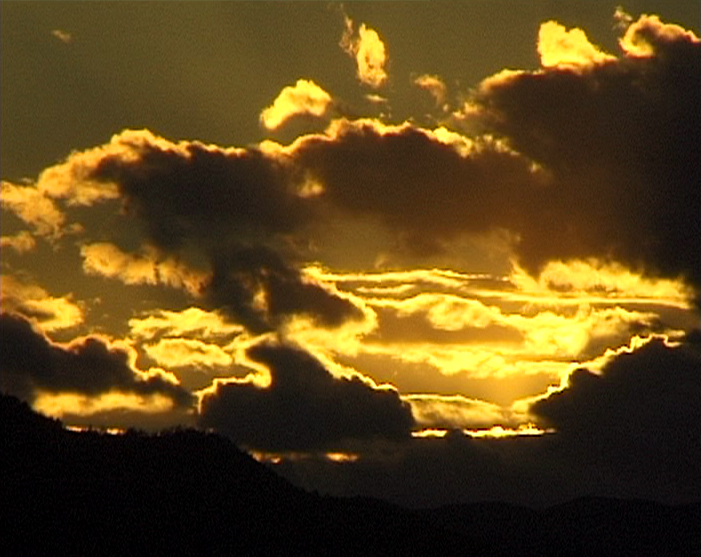

## أهم مدن وقرى خقاسيا
- أباكان،
- أبازا،
- تشيرنوغورسك،
- سايانوغورسك.
- أسكيز،
- بوغراد، بيا ،
- بيسكامجا،
- بلتيرسكيه،
- بيليي يار،
- هاكاسيجا،
- جمتشوجنيي،
- فرشينا تي